# 梅什科維采
梅什科維采是波蘭的城鎮，位於該國西部，毗鄰與德國接壤的邊境，距離奧得河約15公里，由西波美拉尼亞省負責管轄，面積4.73平方公里，2006年人口3,553。

## 外部連結
- Historical Map of Bärwalde in Brandenburg,N.E. near Berlin

52°47′N 14°29′E / 52.783°N 14.483°E